# مارجريت أزورديا
مارجريت أزورديا ولدت 17 أبريل في عام 1931 في أنتيغوا وتوفيت في 1 يوليو 1998 في مدينة جواتيمالا، وعملت تحت أسماء مستعارة منها ( ريس دينمتيا- مارجريت ريتا - أنسيستيا مارجريت ) كانت نحاته ورسامها وشاعرة وفنانة أداء.

## السيرة الذاتية
درست مارجريت في المدرسة الوطنية للفنون التشكلية والتحقت بجامعة سان فرانسيسكوا، يعكس عمل مارجريت وجهة نظرها النسوية وكانت مناهضة للمؤسسات المراة، في عام 1962 عارضت المذهب الجديد الذي انشائه مجموعة من الفنانيين الذكور المعروف باسم ( Groupo Verteba ) وكانت مسؤلة عن بدء حركة فنينة جديدة تعرف باسم تجريد المفاهيم الجديدة.

في عام 1962 عرضت مارجريت أول لوحة لها وكانت عبارة عن صورة ذاتية، وبين عاميين 1971 و 1974 أنشات سلسلة من خمسين منحوتة تصويرية خشبية بعنون ( Homenaja Guatemata ) تحية إلى جواتيمالا والتى تجمع بين الأسرار والضمير، قامت أيضا بنحت منحوتات بواسطة الحرفيين المحليين وفقا لمواصفاتها وتضمنت أشكالا من ( زخرفية- جماجم من الجبس-أقنعة-ريش-قاعدة طاولات- ) كل هذا قامت مارجريت بجمعها من أكشاك الحرفيين المحليين وأيضا صورت نساء يحملن أسلحة نارية، ورضع يركبون تماسيح، ونمور تنقل الموز وهي صور تذكرنا بالواقعية السحرية من أداب أمريكيا اللاتينية.

انتقلت مارجريت إلى باريس وقضت هناك ثمانى سنوات حيث ركزت على الشعر والرسم وعادت إلى جواتيمالا في عام 1982 حيث دافعت عن حقوق الحيوان وقامت بى ورش عمل حول أصول الرقص المقدس، واستمرت في كتابة الشعر وفي نفس عام أصبحت مؤسسة مجموعة عمل الإبداع في الأداء الفنى في الإماكن العامة ومقاهى والمسارح والمعارض الفنية والمتاحف ومن خلال هذه المجموعة استكشفت مارجريت مفاهيم الطقوس في الحياة اليومية والفضاء والوقت من خلال وسيلة الرقص، كما قدمت أعمالهافى عروض جماعية وفردية في المكسيك والولايات المتحدة وفرنسا وأمريكياالوسطى كما تم ضم بعض أعمالها إلى المجموعة الدائمة المتحف الوطنى للفن الحديث جواتيمالا.

في عام 1998 بعد وفاة مارجريت أصبح منزلها في مدينة جواتيمالا يقع ( 16-39 شارع فيفيت أفينو بمنطقة 10 ) متحفا لى مارجريت أزورديا حيث يعرض العديد من لوحاتها ومنحوتاتها وصورها، وفي عام 2016 أنشا متحف ( Nuevo Muse de Arte Contemporane "NuMu" ) وهو متحف الفن المعاصر الوحيد في جواتيمالا معرضا للنسخ المصغرة لاثنيين من لوحات ( التجريد الهندسى ) لى مارجريت .